# Vladimir Udatny
Vladimir Udatny (Voćin, 23. siječnja 1920. – Rijeka, 6. kolovoza 1972.) bio je hrvatski slikar.
Diplomirao je 1949. godine na Akademiji likovnih umjetnosti u Zagrebu. Od 1952. godine živio je u Rijeci gdje je bio jedan od osnivača Riječke grupe.

### Mrežna sjedišta
- Udatny, Vladimir. Hrvatska enciklopedija LZMK. Pristupljeno 20. srpnja 2025.